# Медаль «За бездоганну службу» (Україна)
Меда́ль «За бездога́нну слу́жбу»  — державна нагорода України для нагородження осіб офіцерського складу і прапорщиків Збройних Сил України, поліцейських, Національної гвардії України, Служби безпеки України, Служби зовнішньої розвідки України, Державної служби спеціального зв'язку та захисту інформації України, Державної прикордонної служби України, Державної спеціальної служби транспорту, військ Цивільної оборони, Бюро економічної безпеки України, які досягли високих показників у бойовій і професійній підготовці, є взірцем вірності присязі та виконання військового (службового) обов'язку, успішно керують підлеглими, зразково виконують інші військові обов'язки.

## Історія нагороди
- 5 жовтня 1996 року Указом Президента України Л. Д. Кучми № 932/96 заснована відзнака Президента України — медаль «За бездоганну службу» I, II, III ступеня. Указом також затверджені Положення про відзнаку та опис медалі трьох ступенів. Того ж дня була заснована відзнака Президента України — медаль «За військову службу Україні».

- 16 березня 2000 року Верховна Рада України прийняла Закон України «Про державні нагороди України», у якому була встановлена державна нагорода України — медаль «За бездоганну службу» I, II, III ступеня. Було установлено, що дія цього Закону поширюється на правовідносини, пов'язані з нагородженням осіб, нагороджених відзнаками Президента України до набрання чинності цим Законом; рекомендовано Президентові України привести свої укази у відповідність із цим Законом.

## Положення про відзнаку Президента України— медаль «За бездоганну службу»
Відзнакою Президента України — медаллю «За бездоганну службу» (далі — медаль «За бездоганну службу») нагороджуються особи офіцерського складу і прапорщики Збройних Сил України, рядового і начальницького складу органів внутрішніх справ, внутрішніх військ Міністерства внутрішніх справ України, Служби безпеки України, Служби зовнішньої розвідки України, Державної прикордонної служби України, Державної спеціальної служби транспорту, військ Цивільної оборони, які досягли високих показників у бойовій і професійній підготовці, є взірцем вірності присязі та у виконанні військового (службового) обов'язку, успішно керують підлеглими, зразково виконують інші військові обов'язки.
Медаль «За бездоганну службу» має три ступені:
- медаль «За бездоганну службу» I ступеня,
- медаль «За бездоганну службу» II ступеня,
- медаль «За бездоганну службу» III ступеня.

Вищим ступенем медалі є I ступінь.
Медаллю «За бездоганну службу» нагороджуються військовослужбовці за умови бездоганної служби, вчасного присвоєння військового звання, досягнення високих показників у бойовій та службовій підготовці, професійній діяльності:
- I ступеня — особи, які прослужили не менш як 20 років,
- II ступеня — особи, які прослужили не менш як 15 років,
- III ступеня — особи, які прослужили не менш як 10 років.

Нагородження медаллю «За бездоганну службу» здійснюється Указом Президента України.
Представлення військовослужбовців до нагородження медаллю «За бездоганну службу» провадиться після закінчення встановленого строку вислуги років за поданням Міністерства оборони України, Міністерства внутрішніх справ України, Міністерства України з питань надзвичайних ситуацій, Прикордонних військ України, керівництва Служби безпеки України, Управління державної охорони України.
Повторне нагородження медаллю «За бездоганну службу» одного й того ж ступеня не проводиться.
Нагородження медаллю «За бездоганну службу» провадиться послідовно, від нижчого ступеня до вищого.
Вручення медалі «За бездоганну службу» провадиться Президентом України або за його уповноваженням керівником відповідного міністерства, іншого органу виконавчої влади, командувачем відповідного військового формування, командиром військової частини, Головою Комісії по державних нагородах України при Президентові України.
Нагородженому медаллю «За бездоганну службу» вручаються медаль і посвідчення до неї.
Позбавлення медалі «За бездоганну службу» може бути проведено Президентом України у разі засудження нагородженого за тяжкий злочин — за поданням суду на підставі та порядку, встановленому законодавством України.
Медаль «За бездоганну службу» і посвідчення до неї після смерті нагородженого залишаються в сім'ї нагородженого для зберігання як пам'ять.

## Опис відзнаки Президента України— медалі «За бездоганну службу»
Відзнака Президента України — медаль «За бездоганну службу» І ступеня виготовляється з нейзильберу і має форму хреста, сторони якого являють собою зображення щитів. Поле щитів покрите емаллю червоного кольору, пружки — з білого металу. На верхній і нижній сторонах хреста розміщено меч вістрям угору. У центральній частині хреста — медальйон із зображенням малого Державного Герба України в обрамленні вінка з дубового листя і стрічки з написом «За бездоганну службу». Усі зображення рельєфні. Розмір медалі — 43 мм.
Зворотний бік медалі плоский, з вигравіруваним номером.
До верхнього кінця хреста прикріплюється кільце з вушком, яке сполучається з колодкою, обтягнутою стрічкою. Розмір колодки: довжина — 45 мм, ширина — 28 мм. На зворотному боці колодки — застібка для прикріплення до одягу.
Медаль «За бездоганну службу» II ступеня така сама, як і медаль І ступеня, але сторони хреста не покриті емаллю.
Медаль «За бездоганну службу» III ступеня така сама, як і медаль II ступеня, але виготовляється з томпаку, тонованого під бронзу.
Стрічка медалі шовкова муарова блакитного кольору з поздовжніми жовтими і синіми смужками з боків:
- для І ступеня — з жовтою смужкою посередині і двома синіми з боків; ширина смужок — по 3 мм;
- для II ступеня — з двома жовтими і трьома синіми смужками; ширина смужок — по 3 мм;
- для III ступеня — з трьома жовтими і чотирма синіми смужками; ширина смужок — по 3 мм.

Ширина стрічки — 24 мм.
Планка медалі «За бездоганну службу» являє собою прямокутну металеву пластинку, обтягнуту відповідною стрічкою. Розмір планки: висота — 12 мм, ширина — 24 мм.

## Послідовність розміщення знаків державних нагород України
- Медаль «За бездоганну службу» І, ІІ, ІІІ ступеня — на лівому боці грудей після медалі «За військову службу Україні».